# Rudloff
Rudloff ist ein deutscher Familienname.

## Herkunft und Bedeutung des Namens
Der Name Rudloff ist eine durch Metathese entstandene Variante von Rudolf und setzt sich aus den althochdeutschen Wörtern hruod („Ruhm“, „Ehre“) und wolf (Wolf) zusammen. Der patronymische Familienname verweist auf einen Träger des Personennamens in der Vorfahrenschaft.

## Namensträger
- Arno Rudloff (1897–1971), deutscher Buchhändler, Autor und Polizeibeamter
- August Rudloff (1884–1966), deutscher Kommunalpolitiker, Ehrenbürger in Eisenach, Widerstandskämpfer
- Carl Friedrich Rudloff (1899–1962), deutscher Biologe und Obstbauwissenschaftler
- Carl-Hermann Rudloff (1890–1949), deutscher Architekt
- Cornelia Rudloff-Schäffer (* 1957), deutsche Juristin, Präsidentin des DPMA
- Diether Rudloff (1926–1989), deutscher Kunsthistoriker
- Ernst von Rudloff (1928–2020), deutscher Architekt und Hochschullehrer
- Ernst August Rudloff (1712–1775), deutscher Jurist, Historiker, mecklenburg-schwerinischer Regierungsrat und Gutsbesitzer
- Franz Rudloff (1807–1891), Mitglied der Frankfurter Nationalversammlung
- Friedrich August von Rudloff (1751–1822), deutscher Verwaltungsjurist und Historiker
- Gertrud Rudloff-Hille (1900–1983), deutsche Kunst- und Theaterhistorikerin
- Gregg Rudloff (1955–2019), US-amerikanischer Toningenieur und Tontechniker
- Günther Rudloff (1920–2005), deutscher Pharmagroßhändler (RUWA Rudloff & Watermann GmbH & Co KG in Minden)
- Hans-Jörg Rudloff (* 1940), deutscher Bankier
- Heinz Rudloff (* 1949), deutscher Fußballspieler
- Hilmar Rudloff (1899–1971), deutscher Jurist und Politiker (CDU)
- Jan-Peter Rudloff, Arachnologe
- Johannes Rudloff (1848–1934), deutscher Schiffbauingenieur
- Johannes von Rudloff (1897–1978), römisch-katholischer Weihbischof in Osnabrück und Bischofsvikar in Hamburg
- Karl Gustav von Rudloff (1782–1871), preußischer Generalmajor
- Leo von Rudloff (1902–1982), deutscher Benediktinerabt
- Marcel Rudloff (1923–1996), französischer Jurist und Politiker
- Maria von Rudloff (1899–1992), niederländisch-deutsche Kommunalpolitikerin (CDU)
- Richard Rudloff (1873–1945), ev. Pfarrer, Schriftsteller und Heimatforscher in der Prignitz
- Tex Rudloff (1926–2015), US-amerikanischer Tonmeister
- Wilfried Rudloff (* 1960), deutscher Historiker
- Wilhelm August Rudloff (1747–1823), deutscher Jurist, hannoverscher Staatsmann
- Wilhelm August von Rudloff (1780–1854), deutscher Jurist, Legationsrat, königlich hannoverscher Generalpostdirektor